# Lena Horne

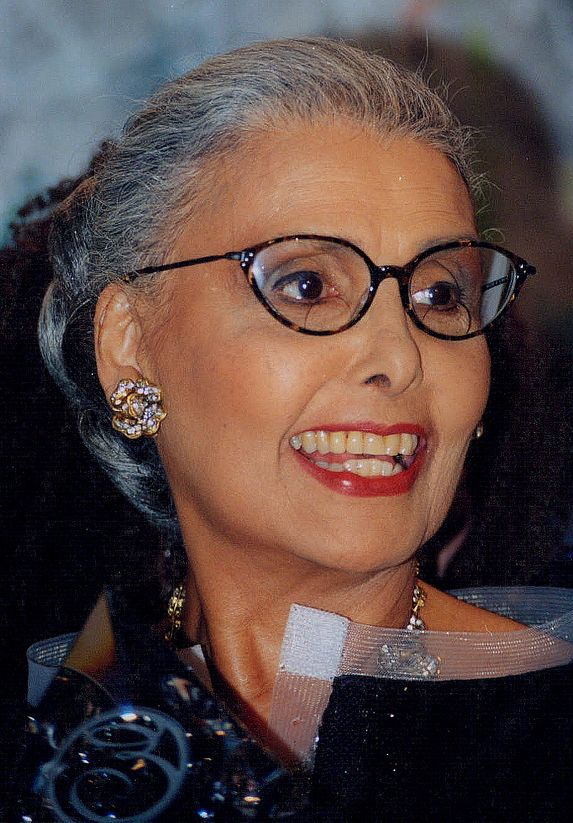
Lena Horne (1997)

Lena Mary Calhoun Horne (* 30. Juni 1917 in Brooklyn, New York City; † 9. Mai 2010 in Manhattan, New York City) war eine US-amerikanische Sängerin und Schauspielerin.

## Leben und Wirken
Lena Horne, die nicht nur afroamerikanische, sondern auch europäische und indianische Vorfahren hatte, sammelte an der Seite ihrer Mutter Edna Scottron, einer Tourneeschauspielerin, bereits erste Bühnenauftritte. 1934 debütierte sie als Tänzerin im renommierten Cotton Club, wo sie auch im Orchester von Cab Calloway sang. Mit dem Noble Sissles Orchester ging sie 1935/36 auf Tournee und nahm zwei Plattenseiten für Decca Records auf (That’s What Love Means to Me und I Take to You). Als ihre Karriere gerade beginnen sollte, heiratete sie und kehrte erst 1938 wieder in die Bühnen- und Musikszene zurück, hatte eine kleine Rolle in dem Film The Duke Is Tops, hatte danach ihr Debüt auf dem Broadway als „Quadroon Girl“ in dem Musical Dance with Your Gods, trat 1939 im Blackbirds auf und sang in Charlie Barnets Orchester (Good for Nothing Joe, Haunted Town 1940/41) als erste afroamerikanische Sängerin in einem rein weißen Orchester. Doch die Demütigungen durch die Rassendiskriminierung entmutigten sie, und sie kehrte nach New York City zurück.

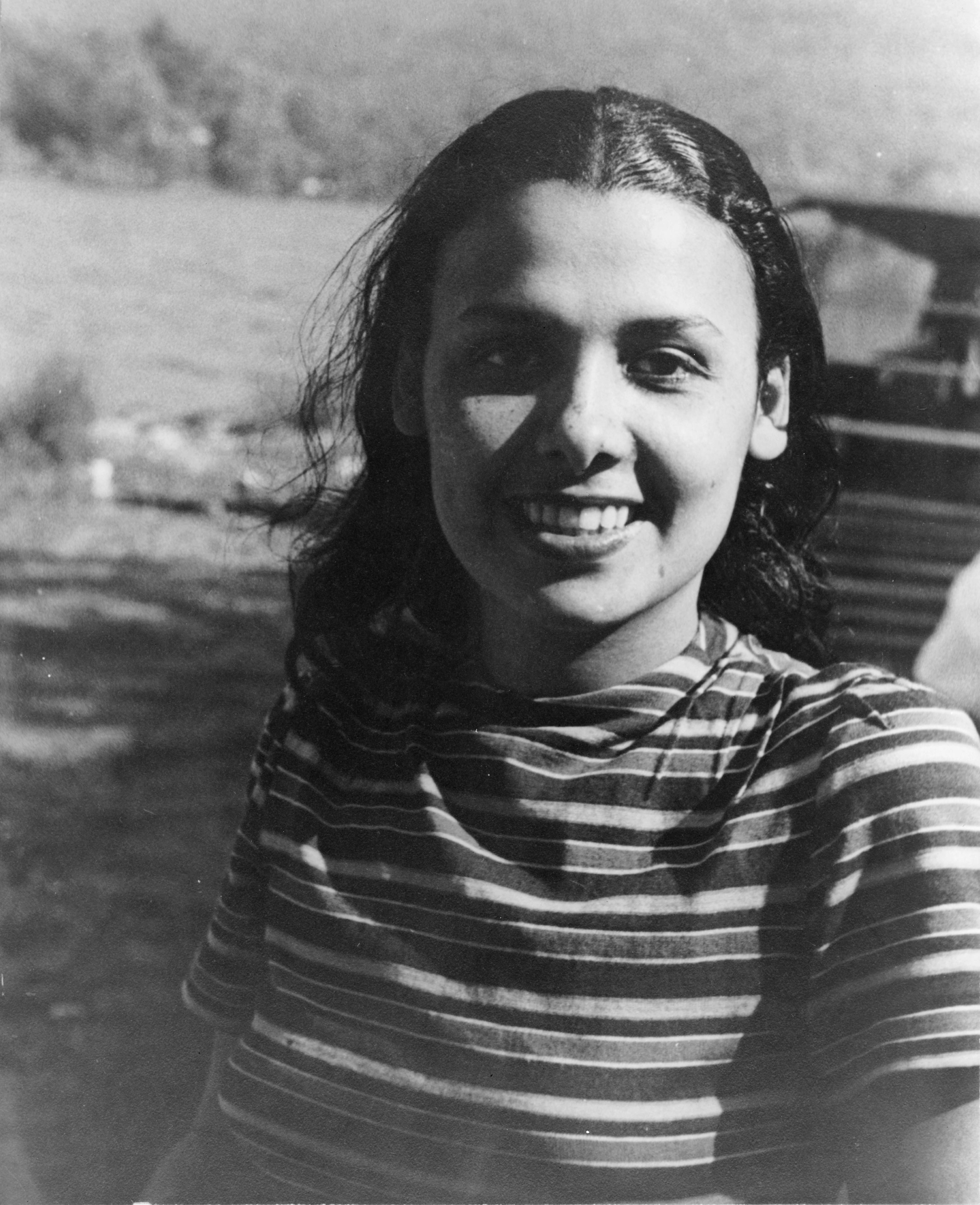
Lena Horne (1941; Foto von Carl Van Vechten)

1941 sang sie im Café Society mit Teddy Wilson (Out of Nowhere). Nach einem halben Jahr zog sie nach Los Angeles, wo sie im Club „Little Troc“ sang. Schließlich erhielt sie einen Vertrag bei MGM, bedingte sich jedoch aus, nicht die üblichen Rollen für schwarze Schauspieler wie Zimmermädchen oder ähnliche spielen zu müssen. In Hollywood nahm Horne die Musik zu Cabin in the Sky auf. Der Song Ain’t It the Truth, den sie in diesem Film sang, wurde ein erster Hit für Lena Horne. Sie war die erste Afroamerikanerin, die einen Langzeitvertrag mit einem großen Hollywood-Studio erhielt. 1943 wurde sie durch ihren Auftritt im Film Der Tänzer auf den Stufen berühmt; der Titelsong ein weiterer Hiterfolg Hornes. Der Tänzer auf den Stufen wurde 2004 durch das American Film Institute auf Platz 30 in ihre Liste AFI’s 100 Years … 100 Songs der 100 besten US-amerikanischen Filmsongs gewählt. In den Südstaaten-Versionen ihrer Filme wurde sie herausgeschnitten; Angebote, die exotische Latina zu spielen, lehnte sie ab. Eine Rolle in der MGM-Version von Show Boat (1951) verlor sie, weil gemischtrassige Beziehungen auf der Leinwand noch ein Tabu waren.
Nach dem Zweiten Weltkrieg trat sie vorwiegend in Großbritannien, Frankreich und Belgien auf und heiratete erneut 1947 in Paris. Sie kehrte zwar kurz in die Vereinigten Staaten zurück; da sie dort jedoch als kommunistische Sympathisantin galt, zog sie wieder nach Europa, wo sie die nächsten sieben Jahre lebte. 1954 erhielt sie einen Plattenvertrag bei RCA, trat in Nachtclubs, Hotels und im Fernsehen auf. 1957 hatte sie eine Broadway-Hauptrolle in dem Musical Jamaica von Harold Arlen und E. Y. Harburg. In den 1960er Jahren engagierte sich Horne in der Bürgerrechtsbewegung und veröffentlichte den Artikel I Want to Be Myself. Sie beteiligte sich auch an dem Marsch Martin Luther Kings auf Washington, D.C. und sang bei der letzten Rede des später ermordeten Bürgerrechtlers Medgar Evers.

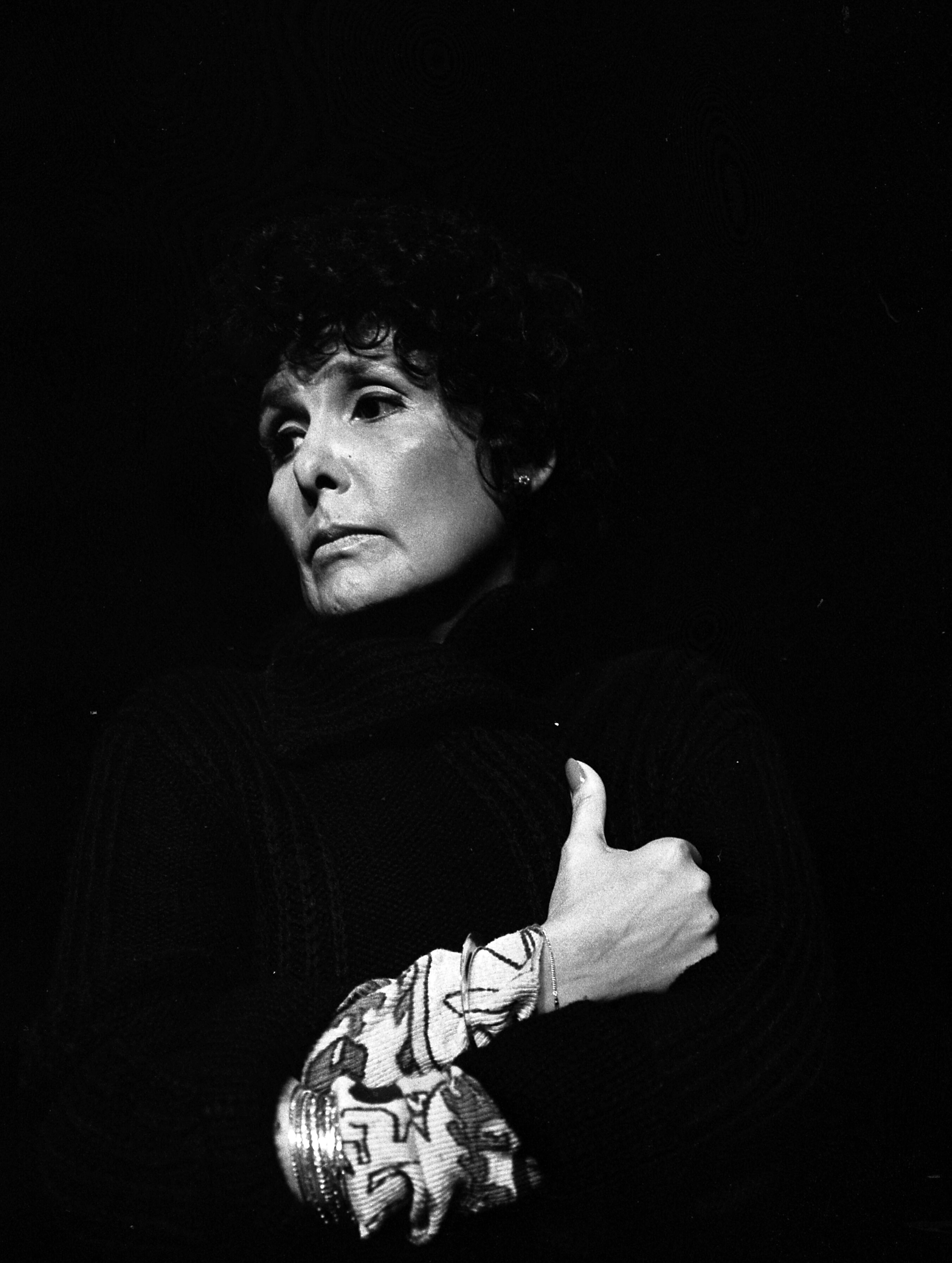
Lena Horne (1975)

Arlen und Harburg schrieben für sie das Lied Silent Spring (nach dem Buch Der stumme Frühling von Rachel Carson), Jule Styne, Betty Comden und Adolph Green komponierten für Horne den Song „Now“. 1969 trat sie mit Harry Belafonte im „Cesar’s Palace“ in Las Vegas auf, in den 1970er Jahren tourte sie mit Tony Bennett durch Europa und die Vereinigten Staaten und hatte Auftritte am „Minskoff Theatre“ auf dem New Yorker Broadway. Einen Kurzauftritt hatte sie 1978 als gute Fee Glinda in dem Film The Wiz – Das zauberhafte Land. Zeichen ihres unverblassten Rufs war 1981 der Erfolg der Show Lena Horne – The Lady and her Music, die 1982 einen Grammy gewann und z. B. ein Auftritt in der Sesamstraße, wo sie zusammen mit Grover (zu deutsch: Grobi) den Song How Do You Do sang. In den 1990er Jahren wirkte sie auf dem Album Duets 2 von Frank Sinatra mit und veröffentlichte auf Blue Note An Evening with Lena Horne. Ihr letztes Album legte sie 1998 mit Being Myself vor; 1999 hatte sie ihren letzten öffentlichen Auftritt anlässlich einer Ehrung in der New Yorker Avery Fisher Hall. Im Jahr 2000, als sie sich von der Bühne zurückzog, erschienen drei Songs für ein Duke Ellington Tribute-Album Classic Ellington. Sie lebte ihre letzten Jahre zurückgezogen an der Upper East Side.
Neben mehreren Grammys erhielt Horne 1989 für ihr Lebenswerk einen Lifetime Achievement Award. Obwohl sie fast ausschließlich mit Jazz-Musikern aufgetreten ist (darunter Artie Shaw und Teddy Wilson), wird sie normalerweise nicht als Jazz-Sängerin bezeichnet, weil sie nie improvisierte; sie spielte aber oft Aufnahmen mit starker Jazzprägung ein, wie Honeysuckle Rose mit Benny Carter oder Sometimes I’m Happy, The Lady Is a Tramp (1947). Sie gilt als klassische Interpretin des Jazz-orientierten populären Songmaterials aus dem Great American Songbook.
Lena Horne, die mit Lennie Hayton (1908–1971) verheiratet war und zwei Kinder hatte, verstarb am 9. Mai 2010 im New Yorker Presbyterian/Weill Cornell Medical Center. Lena Horne wurde anlässlich der 83. Oscar-Preisverleihung am 27. Februar 2011 durch Halle Berry Tribut gezollt.

## Zitate
“In my early days I was a sepia Hedy Lamarr. Now I’m black and a woman, singing my own way.”

„In meiner Jugend war ich eine sepia-farbige Hedy Lamarr. Heutzutage bin ich schwarz und eine Frau, und ich singe, wie es mir gefällt.“

„Den Weißen ging es nie darum, was für eine großartige Künstlerin ich bin, sondern allein um mein Aussehen.“

## Diskografie (Auswahl)
- Charlie Barnet: The Transscription Performances (Hep, 1941)
- Lena Horne with the Dixieland Jazz Group of NBC's Chamber Music of Lower basin Street (RCA)
- Sidney Bechet: 1923–1936 (Classics)
- Billy Eckstine: Together (Spotlite, 1945)
- Lionel Hampton: Vibebrations (Giants of Jazz, 1945)
- Artie Shaw: 1940–1941 (Classics)
- It’s Love (RCA, 1955)
- Porgy and Bess (mit Harry Belafonte, RCA, 1959),
- Songs by Burke and Van Heusen (RCA, 1959)
- Lena on the Blue Side (RCA, 1962)
- Lena Lovely & Alive  (RCA, 1963) mit Marty Paich Orchestra; Lena Sings Your Requests (1963), Lena Goes Latin (1963)
- Here’s Lena Now (United Artists, 1964)
- Lena Soul (1966)
- Lena and Gabor (Skye, 1970)
- Lena and Michel (RCA, 1975)
- Lena, a New Album (RCA, 1976)
- We’ll Be Together Again (Blue Note, 1994)
- An Evening with Lena Horne (Blue Note, 1995)
- Being Myself (Blue Note, 1998)

## Filmografie
- 1935: Cab Calloway’s Jitterbug Party (Kurzfilm)
- 1938: The Duke Is Tops
- 1942: Trubel in Panama (Panama Hattie)
- 1943: Ein Häuschen im Himmel (Cabin in the Sky)
- 1943: Der Tänzer auf den Stufen (Stormy Weather)
- 1943: Nacht der tausend Sterne (Thousands Cheer)
- 1943: Der Tolpatsch und die Schöne (I Dood It)
- 1943: Swing Fever
- 1944: Broadway Rhythm
- 1944: Mein Schatz ist ein Matrose (Two Girls and a Sailor)
- 1945: Broadway Melodie 1950 (Ziegfeld Follies)
- 1946: Bis die Wolken vorüberzieh’n (Till the Clouds Roll By)
- 1948: Words and Music
- 1950: Die Venus verliebt sich (Duchess of Idaho)
- 1956: Viva Las Vegas (Meet Me in Las Vegas)
- 1969: Frank Patch – Deine Stunden sind gezählt (Death of a Gunfighter)
- 1973: Sanford and Son (Fernsehserie, Folge 2x16)
- 1973, 1976: Sesamstraße (Fernsehserie, Folgen 5x01 und 7x76)
- 1976: Die Muppet Show (The Muppet Show, Fernsehserie, Folge 1x11)
- 1978: The Wiz – Das zauberhafte Land (The Wiz)
- 1985: Die Bill Cosby Show (The Cosby Show, Fernsehserie, Folge 1x24)
- 1993: College Fieber (A Different World, Fernsehserie, Folge 6x22)